# Vesna Kovač
Vesna Kovač (en serbe cyrillique : Весна Ковач ; née le 27 février 1965 à Novi Sad) est une femme politique serbe. Elle est membre du parti G17 Plus (G17+) et membre de la coalition Régions unies de Serbie (URS). Elle est également vice-présidente de l'Assemblée nationale de la République de Serbie,.

## Biographie
Vesna Kovač naît le 27 février 1965 à Novi Sad. Elle effectue ses études élémentaires et secondaires à l'école d'économie de Belgrade puis étudie à l'école supérieure d'économie de la capitale, dans la section des finances et de la comptabilité.
De 1991 à 1994, elle travaille en tant que chef comptable pour la société Elitex, une entreprise privée, puis, de 1994 à 2000, pour la société Ficom ; pendant la même période, elle exerce les fonctions de secrétaire au ministère des Finances puis de secrétaire d'État au ministère de l'Économie et du développement régional.
En 2001-2002, elle est adjointe au directeur général de la Banque nationale de Yougoslavie (NBJ), chargée des affaires administratives et générale et, en 2002-2003, elle est secrétaire générale de la NBJ puis de la Banque nationale de Serbie. Entre 2004 et 2007, elle est secrétaire du ministère des Finances puis, de 2007 à 2012, secrétaire d'État au ministère de l'Économie et du Développement régional.
Sur le plan politique, Vesna Kovač, en tant que membre du parti G17 Plus, figure sur la liste de la coalition Régions unies de Serbie, emmenée par Mlađan Dinkić, le président de son parti, pour les élections législatives du 6 mai 2012, ; la liste obtient 5,51 % des suffrages et 16 députés ; Vesna Kovač est élue à l'Assemblée nationale de la République de Serbie, dont elle devient l'un des vice-présidents.
En plus de cette fonction, elle est présidente de la Commission des finances, du budget de l'État et du contrôle des dépenses publiques et participe aux travaux de la Commission des droits de l'enfant.

## Vie privée
Gordana Čomić est mère d'un enfant.